# نانسي عجرم
نانسي نبيل عجرم (16 مايو 1983 في قرية سهيلة، بمحافظة جبل لبنان) هي مغنية لبنانية بارزة، تعرف بلقب "ملكة البوب العربي". بدأت الغناء منذ طفولتها، وأصدرت أول ألبوم لها بعمر 15 عامًا. حققت شهرتها الواسعة بعد تعاونها مع المنتج جيجي لامارا وإصدار أغنية أخاصمك آه.
أصدرت نانسي 12 ألبومًا، بينها ألبومان للأطفال، وحققت نجاحًا كبيرًا بأغاني مثل آه ونص، يا طبطب، بتفكر في إيه، وسلامات. فازت بجائزة الموسيقى العالمية كأكثر فنانة عربية مبيعًا، وباعت أكثر من 30 مليون نسخة من أعمالها حتى 2007.
هي الوجه الإعلاني الرسمي لكوكاكولا في العالم العربي، وظهرت في قوائم "أقوى العرب". كما شاركت في برامج المواهب مثل أراب آيدول وذا فويس كيدز. تعتبر واحدة من أكثر الفنانات تأثيرًا في العالم العربي.

## سيرة

### 1983–2001: الحياة المبكرة وبدايات العمل
ولدت نانسي عجرم في 16 مايو 1983 في الأشرفية – بيروت، لعائلة مسيحية يونانية أرثوذكسية، وهي الابنة الكبرى لنبيل عجرم وريموندا عون. لديها شقيقان: نادين ونبيل جونيور.
أظهرت موهبتها الغنائية في سن مبكرة، حيث بدأت الغناء مع جدتها وهي في الثامنة من عمرها، وشاركت لاحقًا في برامج تلفزيونية للأطفال على قناتي تلفزيون لبنان والمؤسسة اللبنانية للإرسال. في سن 12، نالت الميدالية الذهبية عن فئة الطرب في برنامج نجوم المستقبل بعد أدائها لأغنية لأم كلثوم.
درست الموسيقى تحت إشراف موسيقيين لبنانيين بارزين، وقبلت في نقابة الفنانين المحترفين في لبنان قبل أن تبلغ 18 عامًا.
أطلقت أولى أغانيها المنفردة في سن 13، مثل: كل ما بِلّو بقلبي الغير (1996) وقولها كلمة (1997)، وأصدرت أول ألبوم لها محتاجلك عام 1998، ثم شيل عيونك عني عام 2001.

### 2002–2004: الانطلاقة الحقيقية والتحول الفني
في عام 2002، بدأت نانسي عجرم تعاونها مع المنتج جيجي لامارا، الذي ساعدها في إعادة صياغة أسلوبها الفني وصورتها الإعلامية. أطلقت أغنيتها الجريئة "أخاصمك آه" في ديسمبر، وأثار الفيديو المثير للجدل ضجة واسعة، لكنه ساهم بشكل كبير في شهرتها رغم الانتقادات ومحاولات حظره.
مع بداية 2003، أصدرت ألبومها الثالث يا سلام، الذي حقق نجاحًا كبيرًا وأثبت مكانتها كنجمة صاعدة.
ثم في عام 2004، جاء ألبومها الرابع آه ونص ليشكل نقطة تحول قوية، ولاقى رواجًا واسعًا في العالم العربي، خاصة بعد تصوير كليب "لون عيونك" الذي ظهرت فيه كعروس.
تعاونها مع شركة كوكاكولا مثل دخولها عالم الإعلانات، حيث أصبحت وجهها الإعلامي في الشرق الأوسط وشمال إفريقيا.
ظهرت في إعلان شهير باستخدام أغنيتها "قول تاني كده؟"، أخرجه الإيطالي لوكا توماسيني، ولاقى رواجًا كبيرًا.
أغنية "إنت إيه؟" من نفس الألبوم جسدت قدراتها التمثيلية، وأخرجتها نادين لبكي. أدت نانسي دور زوجة تعاني بصمت من خيانة زوجها، مما أثار إعجاب عدد من كبار الفنانين، منهم فاتن حمامة، وبدأت العروض السينمائية تتهاطل عليها.

### 2005 - 2007: يا طبطب ودلع وشخبت شخابيط
في 21 فبراير 2006، أصدرت نانسي عجرم ألبومها الخامس يا طبطب ودلع، الذي يعتبر الأفضل في مسيرتها الفنية حتى تلك اللحظة. شمل الألبوم ستة فيديوهات موسيقية، وثماني أغاني ناجحة على الإذاعة، وخمس أغانٍ استخدمت في إعلانات تجارية. كان الفيديو الموسيقي للأغنية الرئيسية آخر تعاون لها مع المخرجة نادين لبكي.
ثم أصدرت عجرم فيديو آخر لأغنيتها "معجبة" من إنتاج كوكاكولا، كما ظهرت في إعلان لمجوهرات داماس.
التعاون مع سعيد الماروق في أغنيتها "إحساس جديد" كان خطوة مهمة، حيث حققت الأغنية نجاحًا كبيرًا، وكان الفيديو تحية من المخرج لوالديه الأصم والأبكم، واعتبرت هذه الأغنية من أكثر أغاني الألبوم نجاحًا.
في ديسمبر 2006، غنت عجرم في مصر إلى جانب لايونيل ريتشي في حفل إطلاق.
ثم في عام 2007، أصدرت أغنية "إلي كان"، وأعلنت عن تعاون جديد مع كوكاكولا من خلال أغنية "الدنيا حلوة" التي كانت إحدى أنجح إعلاناتها التجارية. في نفس العام، أصدرت نانسي عجرم ألبومًا موجهًا للأطفال بعنوان شخبط شخابيط، وهو ألبوم شامل يهدف إلى تعليم الأطفال القيم والأخلاق الحميدة. كانت الأغاني مثل شخبط شخابيط وشاطر شاطر من أكثر الأغاني شهرة.
وفي عام 2008، أصدرت فيديو أغنيتها "رسالة للعالم"، الذي تضمن رسالة عن السلام العالمي ومعاناة الأطفال في أنحاء العالم. هذا الفيديو اعتُبر من أوائل أعمالها التي تحتوي على رسالة إنسانية قوية.

### 2008–2010: بتفكار في إيه، دبليو إم إيه، كأس العالم لكرة القدم و البوم نانسي 7
في فبراير ومارس 2008، أطلقت نانسي عجرم ثلاثة إعلانات جديدة مع كوكاكولا تضمنت أغنيتها "مين غيري أنا (نص الكون)"، التي جاءت من تعاونها مع الثلاثي الناجح نزار فرنسيس، سمير صفير، وطارق مدكور، الذين سبق لهم النجاح في أغنيتي "ياي" و"أنا ياللي" حققت الأغنية نجاحًا فوريًا وكانت بمثابة حملة ترويجية قوية لألبومها القادم.
في 30 يوليو 2008، وبعد سلسلة من التأجيلات، أصدرت نانسي ألبومها السادس بتفكر في إيه، الذي شكل نقطة تحول في مسيرتها من حيث النضج الموسيقي والتنوع في الأسلوب. شمل الألبوم أنماطًا موسيقية مختلفة مثل:
- الطرب (بأغنية بتفكر في إيه)
- البوب والإيقاع
- الرومانسية
- الأغاني الكلاسيكية

الألبوم كان أيضًا أول ألبوم لها يحصد جائزة الموسيقى العالمية جوائز الموسيقى العالمية عن فئة الألبوم الأكثر مبيعًا في الشرق الأوسط. وقد تسلمتها في 9 نوفمبر 2008، بعد نحو شهرين من زواجها، وقالت في خطابها: «كان عام 2008 عامًا رائعًا - ألبوم ناجح، وحفل زفافي، والآن جائزة موسيقى عالمية، ماذا أطلب أكثر من ذلك؟» ورغم أن فيديو كليب "بتفكر في إيه" أثار بعض الجدل بين الجماهير، فإن الأغنية المنفردة الثانية "مين ضلي نسيك" حظيت بقبول واسع، حيث تصدرت قوائم ميلودي هيتس لمدة 7 أسابيع متتالية.
واستمرت نجاحات الألبوم مع إطلاق فيديو أغنية "لمسة إيد"، من إنتاج الفريق نفسه الذي قدم "إحساس جديد"، وقد أخرجته ليلى كنعان بميزانية ضخمة، ما ساعد على تصدر الأغنية والفيديو المخططات لعدة أشهر.
في نفس الفترة، وقعت نانسي اتفاقية مع شركة سوني إريكسون لتكون وجهًا إعلانيًا للهاتف الجديد W595 الذي حمل توقيعها، واختيرت أغنيتها "وانا بن إيديك" كأغنية ترويجية للهاتف.

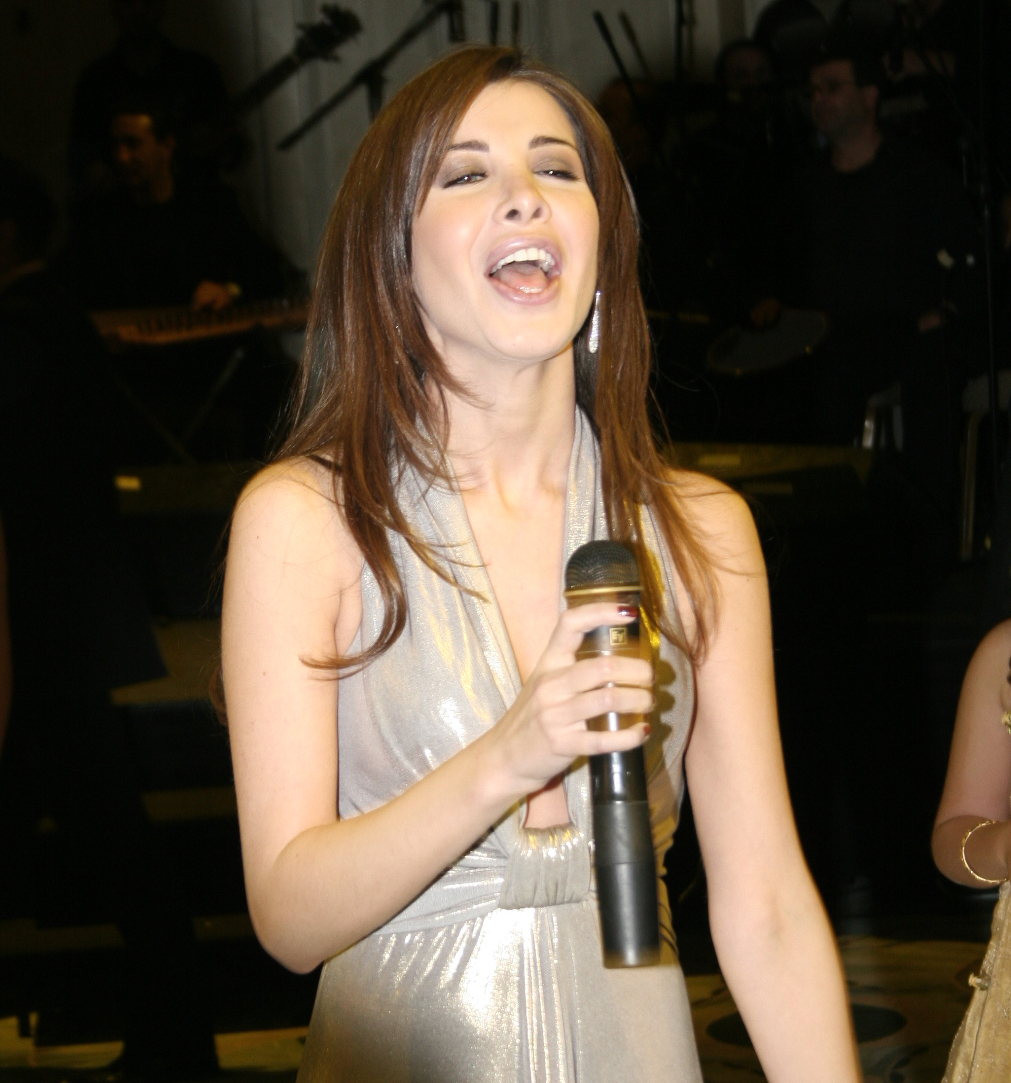
نانسي تغني في إحدى الحفلات بالقاهرة عام 2008

في 28 سبتمبر 2009، ظهرت نانسي عجرم في برنامج أوبرا وينفري، ضمن حلقة بعنوان "شهرة حول العالم" التي تناولت أبرز المشاهير من مناطق مختلفة من العالم. ظهرت نانسي في تقرير مخصص عن الشرق الأوسط والعالم العربي، حيث وصفتها أوبرا بأنها "بريتني سبيرز الشرق الأوسط".
في صيف 2010، تعاونت نانسي مجددًا مع كوكاكولا، لكن هذه المرة على مستوى عالمي، حين اختيرت لغناء النسخة العربية من "Wavin' Flag"، أغنية كأس العالم 2010 الرسمية، إلى جانب المغني كينان. بعد نجاح الأغنية، وقعت نانسي عقدًا إعلانيًا جديدًا مع شركة لاكتاليس العالمية، لتكون الوجه الإعلاني لمنتج زبادي لاكتيل Lactel.
في 30 أغسطس 2010، أثارت نانسي حماس جمهورها بنشر معاينة قصيرة من فيديو كليب أغنيتها الجديدة "في حاجات" على فيسبوك. عرض الكليب لأول مرة في 6 سبتمبر 2010، الساعة الثامنة مساءً على قناتي MTV لبنان وأرابيكا. في اليوم نفسه، أصدر ألبومها الجديد "نانسي 7"، وهو الألبوم السابع في مسيرتها

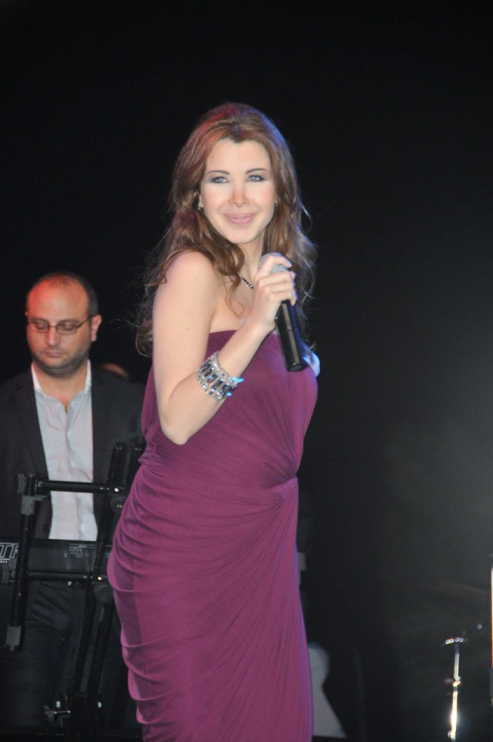
نانسي خلال حفل في البحرين عام 2010

مع بداية عام 2011، حققت نانسي إنجازًا جديدًا أصبحت أول فنانة عربية تمتلك الفيديو الموسيقي الأكثر مشاهدة على الإنترنت، في إشارة إلى الشعبية الواسعة التي حصدتها أغنية "في حاجات" وفيديوهاتها عمومًا.

### 2011–2014: سوبر نانسي، أراب آيدول والبوم نانسي 8
في أغسطس 2011، أعلنت شركة نيسان الشرق الأوسط اختيار نانسي عجرم كسفيرة رسمية لعلامتها التجارية في منطقة الشرق الأوسط وشمال إفريقيا. في 7 سبتمبر 2011، شاركت نانسي في إطلاق سيارة نيسان ميكرا 2012 خلال مؤتمر صحفي في لبنان، مما عزز من ارتباط اسمها بالعلامات التجارية الرائدة.
في 6 يناير 2012، فازت نانسي بجائزة الموسيقى العالمية الثانية لها كـأفضل فنانة شرق أوسطية مبيعًا في العالم، عن ألبومها الناجح نانسي 7.
في 13 سبتمبر 2012، أصدرت نانسي ألبومها الثاني المخصص للأطفال بعنوان سوبر نانسي، وتصدرته الأغنية "يا بنات"، التي سرعان ما أصبحت واحدة من أشهر أغاني الأطفال في الوطن العربي. في نهاية نفس الشهر، أعلنت شركة أنلين اختيار نانسي كسفيرة إقليمية لعلامة حليب الكبار المدعّم خلال مؤتمر صحفي في دبي بتاريخ 20 أكتوبر 2012، صرحت نانسي بأنها ستسهم في رفع الوعي حول هشاشة العظام وصحة العظام بين النساء العربيات.
لاحقًا في نفس العام، أعلنت قناة MBC رسميًا انضمام نانسي إلى لجنة تحكيم الموسم الثاني من برنامج أراب آيدول.
بعد تأجيلات عديدة، أصدرت نانسي أخيرًا ألبومها الثامن نانسي 8 في 21 مارس 2014، الأغنية الرئيسية "ما تيجي هنا" لاقت إشادة واسعة وقارنها النقاد بأغنيتها الشهيرة "أخاصمك آه" من بداياتها.
في 27 مايو 2014، حصلت نانسي على جائزة الموسيقى العالمية الثالثة كأفضل فنانة في الشرق الأوسط مبيعًا، خلال حفل أقيم في مونتي كارلو، موناكو.
في سبتمبر 2014، عادت نانسي لتحكيم الموسم الثالث من أراب آيدول، إلى جانب أحلام وحسن الشافعي، مع انضمام وائل كفوري مكان راغب علامة.
في 2 أكتوبر 2014، أعلنت شركة هواوي عن نانسي كسفيرة لعلامتها التجارية في منطقة الشرق الأوسط وشمال إفريقيا، خلال إطلاق هاتف Ascend Mate 7 في دبي.

### 2015 حتى الآن: ذا فويس كيدز، البوم نانسي 9 والبوم نانسي 10
في يوليو 2015، تم الإعلان رسميًا عن انضمام نانسي عجرم إلى لجنة تحكيم الموسم الأول من برنامج المواهب الشهير ذا فويس كيدز إلى جانب كاظم الساهر وتامر حسني.
في 13 أكتوبر 2015، وخلال احتفالها بالذكرى العشرين لتأسيسها، أعلنت سلسلة متاجر "هوم سنتر" اختيار نانسي كسفيرة للعلامة التجارية.
من ناحية موسيقية، بعد عام كامل من التحضير لألبومها الاستوديو التاسع، أطلقت نانسي في 15 نوفمبر 2015 أغنية منفردة بعنوان "معقول الغرام".
في نوفمبر 2016 عادت نانسي مجددًا إلى لجنة تحكيم برنامج أراب آيدول في موسمه الرابع إلى جانب ائل كفوري أحلام الشامسي حسن الشافعي.
في 21 أبريل 2017، أصدرت نانسي عجرم ألبومها الاستوديو التاسع نانسي 9 (حاسة بيك) عبر منصة إين تو ميوزيكا. حقق الألبوم نجاحًا واسعًا، حيث تصدر قائمة هيت سورتر لأكثر الألبومات مبيعًا لمدة 16 أسبوعًا متتاليًا، وتصدر أيضًا مبيعات فيرجن ميجاستورز في لبنان لأربعة أشهر، وفي مصر لمدة 15 أسبوعًا، كما حافظ على الصدارة في السعودية، الإمارات، والبحرين لعدة أسابيع.
ترافق الألبوم مع إصدار أغنيتين منفردتين، من أبرزها "عم بتطلع فيك"، التي أصبحت أسرع أغنية عربية تصل إلى مليون استماع على أنغامي، وحققت انتشارًا واسعًا عبر الإذاعات وقوائم الموسيقى العربية.
في 9 نوفمبر 2017، شاركت عجرم في النسخة المدبلجة بالعربية من حلقة "قوة الأربعة" من مسلسل فتيات القوة، مؤدية صوت الشخصية الجديدة "بليس".

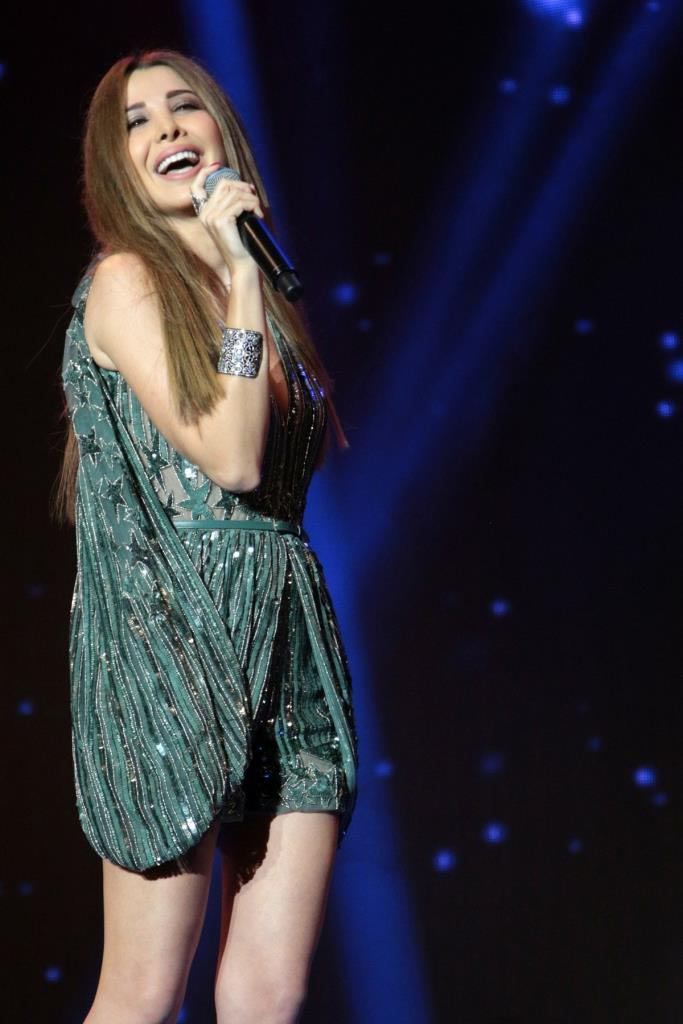
نانسي تحيي حفلاً في مهرجانات ضبية الدولية 2017

في عام 2018، أصبحت أول مغنية لبنانية تتجاوز 100 مليون مشاهدة على يوتيوب من خلال أغنيتها "يا بنات" على قناة غير رسمية. وفي سبتمبر من نفس العام، أطلقت أغنية "بدنا نولع الجو"، وبعدها "قلبي يا قلبي" في يناير 2020.
خلال جائحة كوفيد-19، أحيت حفلتين موسيقيتين مباشرتين عبر الإنترنت: الأولى على يوتيوب بعنوان "أمل بلا حدود" في مايو 2020، والثانية على تيك توك في سبتمبر 2020 تحت عنوان "العرض المباشر 2020"، والتي تأجلت بسبب انفجار بيروت.
في مارس 2021، أطلقت أغنية "إيمي" احتفالًا بعيد الأم، وبعدها بأربع أغاني فردية ترويجية قبل إصدار ألبومها العاشر نانسي 10 في 10 يوليو 2021.
وفي 25 يوليو 2022، دخلت أغنيتها "صح صح" التاريخ كأول أغنية عربية تظهر على قائمة بيلبورد لأغاني الرقص والإلكترونية.

## الحياة الشخصية
بدأت نانسي عجرم مواعدة طبيب الأسنان اللبناني فادي الهاشم في عام 2005، بعد سنوات من معرفتها به كمريض في عيادته. حافظا على سرية علاقتهما حتى ظهرا معًا في رحلة إلى تونس، ما أكد الأنباء المتداولة. بعد ثلاث سنوات من الارتباط، تزوجا في حفل خاص اقتصر على المقربين، وأقيم في قبرص في 1 سبتمبر 2008.
في 16 مايو 2009، الذي صادف عيد ميلادها السادس والعشرين، أنجبت نانسي ابنتهما الأولى، ميلا، وأهدتها أغنية "يا ربيع تكبر ميلا" في اليوم ذاته. في استطلاع أجرته مجلة روتانا، نالت لقب "أجمل أم" لعام 2009. لم تخفي نانسي ابنتها عن الإعلام، حيث ظهرتا معًا على غلاف مجلة بريستيج، كما ظهرت ميلا لاحقًا خلال تصوير فيديو كليب "يا كثير".
في 23 أبريل 2011، رزقت بابنتها الثانية إيلا، وأصدرت لها أغنية "حضري لعبك" في نفس اليوم. أما ابنتها الثالثة ليا، فقد ولدت في 30 يناير 2019، وتبع ذلك إطلاق أغنية خاصة بها بعنوان "ليا" بعد أربعة أيام فقط.

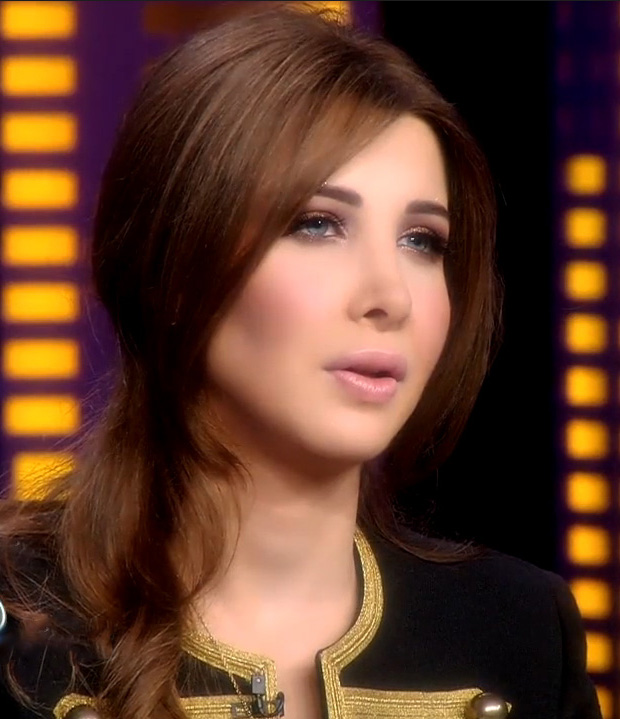
نانسي في الموسم الرابع من برنامج أراب آيدول عام 2016

## العمل الخيري والإنساني
تعد نانسي عجرم من أبرز الفنانات العربيات نشاطًا في العمل الخيري، حيث شاركت في عدة فعاليات لدعم الأطفال وحقوقهم. أطلقت أغنية "رسالة للعالم" ضمن ألبوم شخبط شخابيط، وشاركت في أوبريت الضمير العربي عام 2008 إلى جانب أكثر من 100 فنان عربي.
في يونيو 2008، ساهمت في حفل خيري بدبي جمع أكثر من 940,000 درهم إماراتي، وصرحت أن دعم الأطفال هو من أولوياتها. في أكتوبر 2009، اختيرت أول سفيرة إقليمية لليونيسف في الشرق الأوسط وشمال أفريقيا، وشاركت في حملة بمناسبة الذكرى العشرين لاتفاقية حقوق الطفل.
كما قدمت عام 2013 الأغنية الرئيسية لمسلسل إذاعي بعنوان بميت راجل، ركز على تمكين وتعليم المرأة.

## الخلافات
في عام 2018، أثارت نانسي عجرم جدلًا خلال مشاركتها في مهرجان الفخر بجوتنبرج، بعد طلب إزالة أعلام قوس قزح قبل أدائها. وانتقدها المغني اللبناني حامد سنو، مشيرًا إلى أن فرقة مشروع ليلى افتتحت المهرجان بوجود الأعلام. لاحقًا، أوضحت عجرم أن القرار كان من المنظمين، وليس منها أو من إدارتها.

### حادثة التعدي على ممتلكات الغير
في 5 يناير 2020، اقتحم مسلح يدعى محمد حسن موسى فيلا نانسي عجرم وزوجها فادي الهاشم في سهيلة – كسروان، حيث قتل برصاص الهاشم. أُصيبَت عجرم بجروح طفيفة، وتم توقيف زوجها مؤقتًا ومنعه من السفر خلال التحقيق.
ذكرت تقارير أن موسى، سوري الجنسية، كان يعمل سابقًا لدى العائلة وطالب بمستحقاته باستخدام مسدس غير حقيقي، بينما نفت عجرم معرفتها به. أظهر فيديو المراقبة انتظار المقتحم لساعات قبل دخوله، وتوجهه نحو غرفة الأطفال، ما دفع الهاشم لإطلاق 17 طلقة دفاعًا عن النفس.
في نوفمبر 2020، وُجهت للهاشم تهمة القتل العمد، لكن في فبراير 2023 تمت تبرئته، وأكدت محكمة النقض براءته نهائيًا في أكتوبر 2023.

## أعمالها الفنية

### الألبومات
| - 1998: محتجالك - 2001: شيل عيونك عني - 2003: يا سلام - 2004: آه ونص - 2006: يا طبطب ودلع - 2007: شخبط شخابيط | - 2008: بتفكر في إيه - 2010: نانسي 7 - 2012: سوبر نانسي - 2014: نانسي 8 - 2017: حاسة بيك (نانسي 9) - 2021: نانسي 10 - 2025: نانسي 11 |

### أغاني منفردة
| - 2005: «أنا مصري» - 2005: «كويت الشهامة» - 2006: «أهلي وزمالك» - 2006: «حبيب العمر» - 2007: «الدنيا حلوة» - 2007: «بوجه الغضب» - 2009: «افتح قلبك تفرح» - 2009: «يا رب تكبر ميلا» - 2010: «مصر المحروسة» | - 2010: «شجع بعلمك» (كأس العالم 2010) - 2010: «سلمولي عليه» - 2011: «وحشاني يا مصر» + «حضري لعبك ايلا» - 2011: «بابا بورتو للأطفال» - 2012: «بدك تبقى فيك» - 2013: «يا غالي» + «أعمل عاقلة» + «خدوا بالكو دي مصر» - 2014: «شجع حلمك» مع الشاب خالد كأس العالم 2014 - 2015: «ع البركة» بمناسبة احتفالات افتتاح قناة السويس الجديدة - 2015: «معقول الغرام» |

### أعمال جماعية
- 2003: «إلحقني» للماراثون اللبناني مع هيفاء وهبي ودينا حايك وجو أشقر ويوري مرقدي.
- 2005: «لا ما خلصت الحكاية» بعد اغتيال رفيق الحريري. مع هيفاء وهبي ونوال الزغبي ووائل كفوري وصباح ومايا نصري وآخرون.
- 2008: «الضمير العربي» وهو تكملة «للحلم العربي» مع أكثر من 100 فنان منهم: وديع الصافي وأصالة نصري ولطيفة ووائل جسار والشاب خالد وغيرهم.
- 2009: أغنية المقدمة والنهاية لمسلسل ابن الأرندلي.
- 2011: أغنية المقدمة والنهاية لمسلسل سمارة.
- 2012: أوبريت الجيش اللباني بمشاركة نوال الزغبي ووائل كفوري وعاصي الحلاني وملحن الأوبريت سمير صفير
- 2012: أغنية المقدمة والنهاية لمسلسل حكايات بنات.
- 2013: أغنية مقدمة مسلسل إذاعي بعنوان بنوتة بمية راجل
- 2015: أغنية المقدمة والنهاية لمسلسل حالة عشق.
- 2018: أغنية المقدمة والنهاية لمسلسل جوليا.
- 2020: أغنية المقدمة والنهاية لمسلسل سكر زيادة
- 2022: أغنية المقدمة والنهاية لمسلسل يوتيون
- 2024 أغنية فيلم مقسوم

### فيديو كليبات
| - قلها كلمة على يوتيوب (1997) إخراج علي الدرزي - محتجالك على يوتيوب (1998) إخراج إيلي فغالي - شيل عيونك عني على يوتيوب (2001) إخراج غي زحلان - أخاصمك آه على يوتيوب (2002) إخراج نادين لبكي - يا سلام على يوتيوب (2003) إخراج نادين لبكي - «نسيتو جرحه» - إخراج سامح عبد العزيز والفيديو كليب عرض حصريا على قناة دريم - ياي على يوتيوب (2003) إخراج نادين لبكي - آه ونص على يوتيوب (2004) إخراج نادين لبكي - لون عيونك على يوتيوب (2004) إخراج نادين لبكي - قول تاني كده على يوتيوب (2005) إخراج إيطالي - إنت إيه على يوتيوب (2005) إخراج نادين لبكي - يا طبطب على يوتيوب - إخراج نادين لبكي - أنا مصري على يوتيوب - إخراج هادي الباجوري - معجبة مغرمة على يوتيوب - إخراج Harry Rankin (دعاية لشركة كوكا كولا) - أنا يللي بحبك على يوتيوب - إخراج Pascal D'ash - «لا ما خلصت الحكاية» إخراج طوني قهوجي - «لبنان حبيب العمر» - «خليك بوجه الغضب» - إحساس جديد على يوتيوب - إخراج سعيد الماروق - إللي كان على يوتيوب - إخراج Diamentino Ferreira - مشتاقة ليك على يوتيوب - إخراج ميرنا خياط - «شخبط شخابيط» و«كتكوتة» و«شاطر» - إخراج: سعيد الماروق - «رسالة للعالم» - إخراج فادي حداد - بتفكر في إيه على يوتيوب - إخراج سعيد الماروق - مين ده إللي نسيك على يوتيوب - إخراج سعيد الماروق - لمسة إيد على يوتيوب - إخراج ليلى كنعان - ابن الجيران على يوتيوب - إخراج مايك هاريس واستخدمت الأغنية كدعاية لشركة داماس للمجوهرات - ماشي حدي على يوتيوب - إخراج ليلى كنعان - «الضمير العربي» (مع المجموعة) - إخراج أحمد العريان | - «إلحقني» (مع المجموعة يوري مرقدي، دينا حايك، زين العمر، هيفاء وهبي، جو أشقر) -إخراج ليلى بزي وفؤاد سليمان - «شجع بعلمك» (شجع بعلمك على يوتيوب) (Feat. K'NAAN) (كأس العالم 2010) - في حاجات على يوتيوب - إخراج نادين لبكي - شيخ الشباب على يوتيوب - إخراج ليلى كنعان - يا كثر على يوتيوب - إخراج صوفي بطرس - وحشاني يا مصر على يوتيوب - إخراج فادي حداد - سوبر نانسي على يوتيوب - إخراج ليلى كنعان - الجيش اللبناني على يوتيوب - إخراج وليد ناصيف - بدك تبقى فيك على يوتيوب - إخراج وليد ناصيف - أعمل عاقلة على يوتيوب - إخراج وليد ناصيف - ماتيجي هنا على يوتيوب - إخراج جو بو عيد - شجع حلمك على يوتيوب (كأس العالم 2014) مع الشاب خالد - مش فارقة كتير على يوتيوب - إخراج سعيد الماروق - ما أوعدك على يوتيوب - إخراج فادي حداد - يللا على يوتيوب - إخراج إنجي جمال - وبكون جاي ودعك على يوتيوب إخراج فادي حداد - حاسة بيك على يوتيوب إخراج ليلى كنعان - ومعاك على يوتيوب إخراج ليلى كنعان - بدنا نولع الجو على يوتيوب إخراج سمير سرياني - الحب زي الوتر على يوتيوب إخراج ليلى كنعان - راجل ابن راجل على يوتيوب إخراج بتول عرفة - قلبي يا قلبي على يوتيوب إخراج رجا نعمة - إلى بيروت الأنثى على يوتيوب إخراج سمير سرياني - سلامات على يوتيوب إخراج سمير سرياني - 150 على يوتيوب إخراج ليلى كنعان - ما تعتذر على يوتيوب إخراج سمير سرياني - تيجي ننبسط على يوتيوب إخراج ليلى كنعان - من نظرة على يوتيوب إخراج سمير سرياني - ورانا إيه صور بنسختين الأولى اخراج إيلي رزق الله |

## الجوائز
- جائزة الموسيقى العالمية ثلاث مرات: أولاهما عام 2008 عن ألبوم بتفكر في إيه وثانيهما عام 2011 عن ألبوم نانسي 7 والثالثة عام 2014 عن ألبوم نانسي 8.
- لقب أفضل مغنية عربية عامي 2003 و2004 في مجلة زهرة الخليج، ومجلة نيوزويك المعربة الأمريكية التي قالت بأنها إحدى أكثر الشخصيات المؤثرة في الوطن العربي.

## وصلات خارجية
- الموقع الرسمي
- نانسي عجرم على موقع IMDb (الإنجليزية)
- نانسي عجرم على موقع قاعدة بيانات الأفلام العربية
- نانسي عجرم على موقع ميوزك برينز (الإنجليزية)
- نانسي عجرم على موقع إن إن دي بي (الإنجليزية)
- نانسي عجرم على موقع أول ميوزيك (الإنجليزية)
- نانسي عجرم على موقع ديسكوغز (الإنجليزية)